# Fort Jaco (fort)
Ne doit pas être confondu avec Fort Jaco (quartier).
Le Fort Jaco est un ancien fortin construit par Verboom, à Uccle (Bruxelles), en haut du Vivier d'Oie. Il doit son nom populaire à Jacques Pastur (1659-1723), dit Jaco, soldat-mercenaire très actif dans la forêt de Soignes. Démantelé vers 1820, son souvenir est conservé à travers le quartier qui porte aujourd'hui son nom et l'avenue Jacques Pastur et, autrefois, par le café du Vieux Fort-Jaco, au haut de la drève des Renards (du XIXe siècle jusqu’aux années 1970), le café de l’Ancienne Ferme du Fort-Jaco (à peu près en face de la drève de Carloo), et le sanatorium Fond'Roy du Fort-Jaco, avenue Jacques Pastur.

## Le fort
En 1705, Maximilien-Emmanuel de Bavière, qui gouvernait la région, donna l’ordre au général Verboom de faire construire un fortin carré de 40 mètres de côté. Le but était d'installer une défense avancée de Bruxelles, contre la convoitise des Français, en hauteur, sur une voie d'accès à la capitale. De larges fossés et hauts talus entouraient l’ouvrage.
Après le démantèlement du fort Jaco vers 1820, Uccle commence à s'urbaniser et l'ancienne fortification donne son nom au quartier qui s'y développe.